# La Grande Lèche
 Pour plus de détails, voir Fiche technique et Distribution
La Grande Lèche est un film pornographique réalisé par Burd Tranbaree (Claude Bernard-Aubert) en 1979

## Synopsis
John est un riche collectionneur et un grand voyageur. il rapporte de ses voyages des esclaves sexuelles consentantes et se livre à des échanges avec d'autres collectionneurs.

## Fiche technique
- Titre : La Grande Lèche
- Titres alternatifs : Le Harem, Les Esclaves sexuelles, Plaisirs particuliers
- Réalisateur : Burd Tranbaree (Claude Bernard-Aubert)
- Producteur : Francis Mischkind	...	producer Music by
- Musique : Alain Goraguer (Paul Vernon)
- Photographie : Pierre Fattori
- Durée : 68 minutes
- Date de sortie en salle
  -  France : 31 janvier 1979[1]
- Pays :  France
- Genre : pornographie

## Distribution
- Richard Allan : Le majordome
- Amanda : Judith
- Dominique Aveline : John
- Miriam Benzerti : Virginie
- Marie-Dominique Cabanne
- Erika Cool
- Claude Janna
- Julie Lambert : La femme à la cape
- Liliane Allan
- Vicky Mesmin : Une conquête
- Gabriel Pontello
- Guy Royer
- Alexandra Sand
- Charlie Schreiner
- Nicole Valin (Nicole Velna)

## Autour du film
Le film est ressorti chez Alpha France sous le titre "Les Esclaves sexuelles" dans un DVD comportant également Les Maîtresses et Les Femmes mariées en 2010